# Piotr Abrámov
Piotr Petróvich Abrámov (en ruso: Пётр Петро́вич Абра́мов, Poltavchenskoye, 26 de diciembre de 1915-Rostov, 18 de septiembre de 2007) fue un piloto soviético ruso, comandante de un grupo del 81.º Regimiento Aéreo de Bombarderos de la Guardia de la 1.ª División Aérea de Bombarderos de la Guardia del 6.º Cuerpo Aéreo de Bombarderos de la Guardia del  2.º Ejército del Aire del 1.º Frente Ucraniano. Héroe de la Unión Soviética (1948). Alcanzó el rango de teniente coronel.

## Biografía
Nació en una familia de campesinos de Poltavchenskoye, en el otdel de Yeisk del óblast de Kubán del Imperio ruso el 26 de diciembre de 1915. Se graduó en Rostov en 1933 en la escuela-fábrica de Rostov y en 1937 en la escuela de Bataisk de aviación civil. Trabajó como piloto de la Flota Aérea Civil. Ingresó en el Ejército Rojo en 1941 y participó en la Gran Guerra Patria desde julio de ese año. Al mando del grupo de bombarderos se distinguió especialmente en misiones de combate para la entrega de armas, pertrechos, municiones y alimentos a los partisanos de Bielorrusia y Ucrania. El piloto realizó unas 300 misiones de combate durante la guerra. En 1942 ingresó en el Partido Comunista de toda la Unión (bolchevique).
Tras la guerra continuó su labor como piloto en las fuerzas aéreas. En agosto de 1946 fue pasado a la reserva. En el año 2000 recibió el rango de teniente coronel. Vivió en Rostov, donde murió el 18 de septiembre de 2007. Fue enterrado en el cementerio del Norte de la ciudad.

## Condecoraciones
- Héroe de la Unión Soviética (23 de febrero de 1948)
- Orden de Lenin
- Dos Órdenes de la Bandera Roja
- Orden de la Guerra Patria de 1.ª y 2.ª clase.
- Dos Órdenes de la Estrella Roja
- Medallas

## Homenaje
En la casa en la que vivió en Rostov del Don se instaló una placa conmemorativa en 2010.